# بلمرة غليكول البولي إيثيلين
إن عملية بلمرة غليكول البولي إيثيلين (بالإنجليزية: PEGylation)‏ هي عملية ربط أو دمج تساهمية وغير تساهمية كذلك لسلاسل مبلمر غليكول البولي إيثيلين لجزيئات أو تراكيب كبيرة مثل الأدوية والبروتينات والحويصلات العلاجية.
يقلل ربط الدواء أو البروتين العلاجي مع مبلمر غليكول البولي إيثيلين من الاستمناع والاستضداد ويزيد من حجم الجزيئات في السوائل مما يزيد من فترة البقاء في جهاز الدوران من خلال تقليل معدل التصفية الكلوية. كما توفر عملية بلمرة غليكول البولي إيثيلين الذوبانية في الماء للأدوية والبروتينات الكارهة للماء.

## أمثلة على أدوية
- أدينوفات المشتق من للعامل الثامن لتخثر الدم ويستعمل في الهيموفيليا أ.[3]
- بليغريدي، وهو مشتق من إنترفيرون بيتا 1-ألفا.[4]
- نالوكسيغول
- بيغينيساتيد
- بغلوتيكاز
- سرتوليزوماب بيغول
- ميثوكسي بولي إيثيلين غليكول إيبويتين بيتا
- بيغابتينيب
- بيغفيلغراستيم
- بيغفيسومانت
- بيغنتيرفيرون – ألفا – 2أ
- بيغنتيرفيرون – ألفا – 2ب
- دوكسوروبيسين ليبوزومي
- بيغاسبارجاز
- نازعة أمين الأدينوزين